# Manoel de Oliveira
Pour les articles homonymes, voir Oliveira.
Manoel de Oliveira [mɐnuˈɛɫ doliˈvɐjɾɐ] est un réalisateur portugais, né le 11 décembre 1908 à Porto et mort le 2 avril 2015 dans la même ville.
Figure majeure du cinéma d'auteur européen, sa carrière, commencée au temps du muet, s’étend de 1931 à 2014, et présente une cinquantaine de films érudits mais non dénués de malice, aux budgets modestes, marqués par une grande diversité de ton (documentaire, mélodrame, satire, épopée, fable), dialoguant fortement avec les autres arts (théâtre, littérature et peinture) et glissant, au fil du temps, vers un dépouillement progressif. Le Soulier de satin, adapté de Paul Claudel, la fresque historique Non ou la Vaine Gloire de commander et Val Abraham, très librement inspiré de Flaubert, comptent parmi ses œuvres les plus célébrées. 
Ayant tourné jusqu'à la fin de sa vie, il est le premier réalisateur centenaire en activité de toute l'histoire du cinéma. Lauréat, en 2008, d'une Palme d'or décernée pour l'ensemble de son œuvre, il est le seul cinéaste qui a été récompensé plus d'une fois par le prix de l'Âge d'or.

## Biographie

### Sa jeunesse
Manoel Cândido Pinto de Oliveira est issu d'une famille de la bourgeoisie industrielle de Porto. Il s'est intéressé au cinéma dès son plus jeune âge grâce à son père qui appréciait cet art et l'emmenait souvent voir les films de Charlie Chaplin et Max Linder. Il a étudié au Colégio Universal de Porto, puis dans un collège Jésuite en Galice.
Jeune homme très sportif, il excelle en natation, athlétisme, et course automobile (il remporte un Grand Prix en 1937 sur le circuit d'Estoril, et termine second du Ve Rallye Internacional de Lisboa (Estoril) en 1951, son frère aîné — d'un an — Casimiro n'étant autre que le vainqueur du premier Grand Prix du Portugal la même année). À l'âge de 19 ans, il fréquente l'école d'acteur de Reno Lupo et tourne comme acteur dans  quelques films, son rôle le plus important restant celui de A Canção de Lisboa, le premier film parlant portugais, en 1933. À cette époque, Manoel de Oliveira possède déjà sa première caméra, offerte par son père en 1929, une caméra portative Kinamo, avec laquelle il commence à tourner son premier film Douro, Faina Fluvial, un court métrage documentaire muet qui met en relation le fleuve Douro et la vie des marins. Ce film, tourné de 1927 à 1929, sorti en 1931, a été critiqué par certains à cause de son aspect naturaliste ; mais, dans ce film d'une grande maturité, on voit déjà, chez Oliveira, une âme de poète réaliste.

### Son arrivée sur le devant de la scène

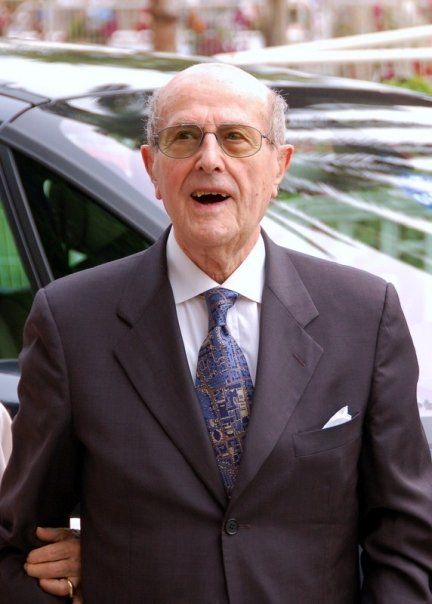
Manoel de Oliveira au festival de Cannes 2001.

C'est avec son premier long métrage, Aniki Bóbó en 1942, contant le quotidien de quelques enfants des quartiers populaires de Porto et annonçant le néoréalisme italien, que Manoel de Oliveira parvient à se faire reconnaître. À la suite de la sortie de ce film, dans les années 1950, Manoel de Oliveira ressent le besoin de partir en Allemagne pour connaître de nouveaux horizons, mais aussi pour échapper à la vie au Portugal qui était très dure puisque le pays vivait sous la très rigide dictature salazariste.
En Allemagne, il étudie la couleur et les procédés techniques. À la suite de quoi, il reprend la caméra pour réaliser un nouvel essai sur Porto, le Peintre et la Ville en 1956. Conjuguant caméra subjective et "cinéma direct", représentation de la ville et reflets des tableaux d'Antonio Cruz, ce film instaure la naissance d'un nouveau courant dans le documentaire. Puis, il réalise Le Mystère du printemps ( O Acto da Primavera) en 1962, fondé sur un texte du XVIe siècle, Auto de Paixão de Francisco Vaz de Guimarães que les paysans de Curalha interprètent chaque année, en plein air, durant la semaine sainte. Selon Raphaël Bassan, « c'est une œuvre de transition où fiction et documentaire se côtoient pour piéger certaines données culturelles et sociales de la région ». L'un de ses deux derniers courts métrages, La Chasse en 1963 est une parabole sur la solidarité. Il avait, dit-il, « des intentions cachées touchant la dictature ». Après ce film, le gouvernement portugais l'empêche à nouveau de tourner jusqu'en 1971, année où sort Le Passé et le Présent, son troisième long métrage, une satire sur la société bourgeoise du Portugal, adaptation de la pièce de Vicente Sanches. Il poursuit, avec une autre adaptation tirée celle-ci d'un roman de José Régio, Benilde, ou la  Vierge Mère (1974) qui raconte l'histoire d'une jeune femme qui tombe enceinte tout en restant vierge, se référant au récit évangélique de la conception de Jésus.
Depuis ces films, il a un rythme de réalisation beaucoup plus régulier, souvent avec des films de type romantique ou d'amour impossible. Ainsi, connaît-on bien le film Amour de perdition en 1978, l'un de ses plus beaux films, adapté d'un roman de Camilo Castelo Branco, un des grands auteurs du romantisme portugais. Narrant l'histoire, à la fin du XVIIIe siècle, d'un amour désespéré entre deux jeunes personnes appartenant à des familles ennemies, l'adaptation de Manoel de Oliveira tente de faire découvrir au public la mentalité portugaise de l'époque.
En 1981, il tourne Francisca, tiré d'un roman de Agustina Bessa-Luís. Ce film conclut la tétralogie des Amours frustrées. « Un masochisme révélateur de la psychologie portugaise au cours des âges parcourt les quatre opus de ce cycle » (Raphaël Bassan). Puis il tourne, entre autres, en 1985, Le Soulier de satin d'après Paul Claudel, en 1990 Non, ou la vaine gloire de commander, en 1993 Val Abraham, à nouveau, d'après un roman de Agustina Bessa-Luís. En 1995, il réalise Le Couvent, avec Catherine Deneuve et John Malkovich film tiré encore une fois d'un roman de Agustina Bessa-Luís, As terras dos riscos.
Il reçoit le prix Robert-Bresson en 2004.

### Après ses cent ans

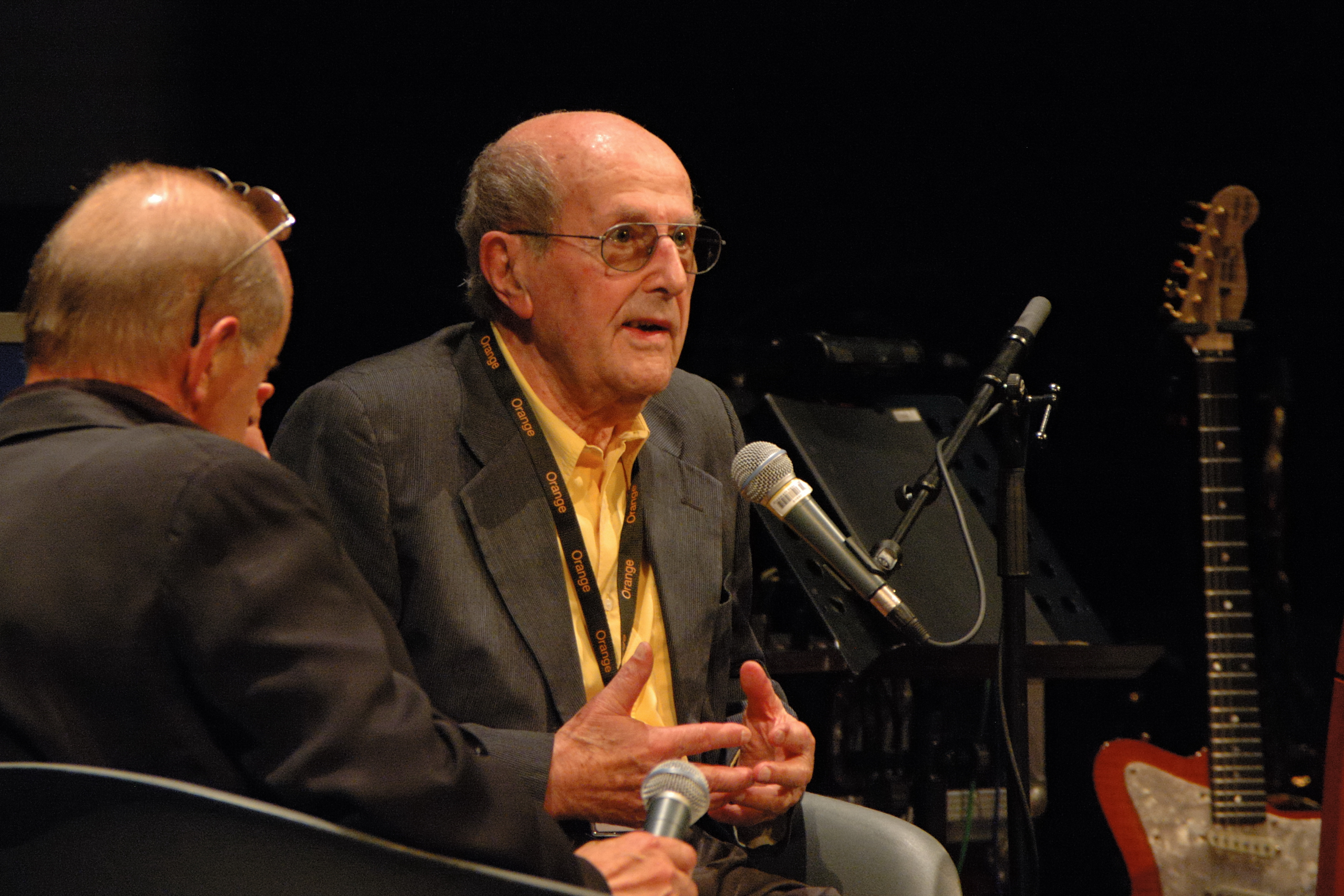
Manoel de Oliveira répondant à Antonio Tabucchi à la cinémathèque française le 3 juillet 2008.

Manoel de Oliveira reçoit lors du Festival de Cannes 2008, l'année de ses 100 ans, sa première Palme d'or, une Palme d'or pour l'ensemble de son œuvre. Cette récompense lui a été remise par son ami Michel Piccoli. Ému par cette distinction, il a déclaré : « J'apprécie énormément de la recevoir de cette façon-là parce que je n'aime pas trop la compétition, c'est-à-dire gagner contre mes collègues ; c'est une belle façon de recevoir un prix ».
En 2008, Christophe Colomb, l'énigme évoque, avec émotion et humour, l'histoire de Christophe Colomb. Puis  Singularités d'une jeune fille blonde, adapté d'un conte de Eça de Queiroz, auteur réaliste portugais du XIXe siècle, sort en salle en septembre 2009.
En 2010, Manoel De Oliveira est à Cannes pour la présentation de L'Étrange Affaire Angélica qui concourt dans la catégorie Un certain regard.
Il est alors le réalisateur en activité le plus âgé au monde. Il est le premier réalisateur centenaire en activité de toute l'histoire du cinéma.
Quant à sa prodigalité et sa longévité : « Cesser de travailler, c'est mourir. Si on m'enlève le cinéma, je meurs ».
Le 9 décembre 2014, soit l'avant-veille de ses 106 ans il reçoit les insignes de grand officier de la Légion d'honneur à Porto.
Il décède le 2 avril 2015 à l'âge de 106 ans et après plus de 84 ans de carrière.

## Filmographie

### Comme réalisateur

#### Longs métrages
- 1942 : Aniki Bóbó
- 1963 : Le Mystère du printemps (Acto de Primavera)
- 1972 : Le Passé et le Présent (O Passado e o Presente)
- 1975 : Benilde ou la Vierge Mère (Benilde ou a Virgem Mãe)
- 1979 : Amour de perdition (Amor de Perdição)
- 1981 : Francisca
- 1982 : Visite ou Mémoires et Confessions (Visita ou Memórias e Confissões)
- 1985 : Le Soulier de satin
- 1986 : Mon cas (O meu caso)
- 1988 : Les Cannibales (Os Canibais)
- 1990 : Non ou la Vaine Gloire de commander ('Non', ou A Vã Glória de Mandar)
- 1991 : La Divine Comédie (A Divina Comédia)
- 1992 : Le Jour du désespoir (O Dia do Desespero)
- 1993 : Val Abraham (Vale Abraão)
- 1994 : La Cassette (A Caixa)
- 1995 : Le Couvent (O Convento)
- 1996 : Party
- 1997 : Voyage au début du monde (Viagem ao Princípio do Mundo)
- 1998 : Inquiétude (Inquietude)
- 1999 : La Lettre (A Carta)
- 2000 : Parole et Utopie (Palavra e Utopia)
- 2001 : Je rentre à la maison (Vou para Casa)
- 2001 : Porto de mon enfance (Porto da Minha Infância)
- 2002 : Le Principe de l'incertitude (O Princípio da Incerteza)
- 2003 : Un film parlé (Um Filme Falado)
- 2004 : Le Cinquième Empire (O Quinto Império - Ontem Como Hoje)
- 2005 : Le Miroir magique (Espelho Mágico)
- 2006 : Belle toujours
- 2008 : Christophe Colomb, l'énigme (Cristóvão Colombo - O Enigma)
- 2009 : Singularités d'une jeune fille blonde (Singularidades de uma Rapariga Loura)
- 2010 : L'Étrange Affaire Angélica (O estranho caso de Angélica)
- 2012 : Gebo et l'Ombre (O Gebo e a Sombra)[9],[10]

#### Courts et moyens métrages
- 1931 : Douro, Faina Fluvial (muet)
- 1932 : Estátuas de Lisboa
- 1932 : Hulha branca (Houille blanche)
- 1938 : Miramar, Praia das Rosas
- 1938 : Já Se Fabricam Automóveis em Portugal
- 1941 : Famalicão
- 1956 : Le Peintre et la ville (O Pintor e a Cidade)
- 1964 : Vila verdinho
- 1964 : A Caça
- 1965 : As Pinturas do Meu Irmão Júlio
- 1966 : O Pão (documentaire)
- 1983 : Nice - À propos de Jean Vigo
- 1983 : Lisboa Cultural (documentaire TV)
- 1988 : A Proposito da Bandeira Nacional
- 2002 : Momento (clip de la chanson de Pedro Abrunhosa)
- 2005 : Do Visível ao Invisível
- 2006 : O Improvável Não é Impossível
- 2007 : Chacun son cinéma (segment Rencontre Unique, 3 min)
- 2008 : O Vitral e a Santa Morta
- 2008 : Romance de Vila do Conde
- 2008 : Painéis de São Vicente de Fora - Visão Poética
- 2012 : Metropole Conquistadora, Conquistada
- 2014 : Le Vieux du Restelo (O Velho do Restelo)

#### Comme acteur
- 1928 : Fátima Milagrosa, de Rino Lupo
- 1933 : A Canção de Lisboa, de Cottinelli Telmo
- 1981 : Cinématon n°102, de Gérard Courant
- 1994 : Lisbon Story, de Wim Wenders
- 2008 : Christophe Colomb, l'énigme

## Distinctions

### Récompenses
- 1985 : Prix de l'Âge d'or pour Le Soulier de satin
- 1988 : Prix de l'Âge d'or pour Les Cannibales
- 2004 : Prix Robert-Bresson à la Mostra de Venise (décerné par l'Église catholique)
- 2008 :
  - Palme d'honneur au Festival de Cannes
  - Prix mondial de l'humanisme[11],[12]
- 2013 : prix Sophia d'honneur

### Décorations
- Médaille d'Or du Círculo de Bellas Artes en 2005[13]
- En 2007, il reçoit la Médaille d'or du mérite des beaux-arts par le Ministère de l'Éducation, de la Culture et des Sports[14].
- Grand officier de la Légion d'honneur (2014)[15].
- Grand-croix de l'ordre de l'Infant Dom Henri

### Honneurs
- 2012 : doctorat honoris causa de l'université Paris VIII-Vincennes—Saint-Denis[16]